# Moeras (natuurdoeltype)
Moeras is een natuurdoeltype dat voorkomt op de overgangsgradiënt tussen water en land en bestaat voornamelijk uit oevervegetatie en rietvegetatie. Het natuurdoeltype vergt een waterregime variërend van open water tot nat en de vegetatie wordt voornamelijk gevoed door oppervlaktewater maar ook door regenwater en grondwater. Het natuurdoeltype vergt een ondiepe grondwaterstand en kan op praktisch elk bodemtype voorkomen, zolang de omstandigheden maar aquatisch zijn en het water zoet is. De bodem is zwak zuur tot neutraal en is qua trofiegraad mesotroof tot eutroof. De aanwezigheid van macrofauna is belangrijk om dit natuurdoeltype in stand te houden. Het natuurdoeltype heeft een minimumareaal van 0,5 ha nodig om zichzelf in stand te houden.

## Plantengemeenschappen
Binnen het natuurdoeltype moeras kunnen verschillende plantengemeenschappen voorkomen. Deze plantengemeenschappen hoeven niet allemaal voor te komen om het natuurdoeltype te bereiken.
| Triviale naam                                              | Wetenschappelijke naam                                                              |
| ---------------------------------------------------------- | ----------------------------------------------------------------------------------- |
| lidsteng-associatie                                        | Eleocharito palustris-Hippuridetum                                                  |
| associatie van blauwe waterereprijs en waterpeper          | Polygono-Veronicetum annagallidis-aquaticae                                         |
| associatie van groot moerasscherm                          | Apietum nodiflori                                                                   |
| associatie van stomp vlotgras                              | Glycerietum plicatae                                                                |
| watertorkruid-associatie                                   | Rorippo-Oenanthetum                                                                 |
| associatie van egelskop en pijlkruid                       | Sagittario-Sparganietum                                                             |
| associatie van slangenwortel en waterscheerling            | Cicuto-Calletum                                                                     |
| associatie van waterscheerling en hoge cyperzegge          | Cicuto-Caricetum pseudocyperi                                                       |
| mattenbies-associatie                                      | Scirpetum lacustris                                                                 |
| associatie van ruwe bies                                   | Scirpetum tabernaemontani                                                           |
| associatie van heen en grote waterweegbree                 | Alismato-Scirpetum maritimi                                                         |
| riet-associatie                                            | Typho-Phragmitetum                                                                  |
| oeverzegge-associatie                                      | Caricetum ripariae                                                                  |
| associatie van scherpe zegge                               | Caricetum gracilis                                                                  |
| blaaszegge-associatie                                      | Caricetum vesicariae                                                                |
| associatie van noordse zegge                               | Lysimachio-Caricetum aquatilis                                                      |
| galigaan-associatie                                        | Cladietum marisci                                                                   |
| pluimzegge-associatie                                      | Caricetum paniculatae                                                               |
| associatie van stijve zegge                                | Caricion elatae                                                                     |
| rompgemeenschap met slanke waterkers                       | RG Nasturtium microphyllum-[Nasturtio-Glycerietalia]                                |
| rompgemeenschap met grote lisdodde                         | RG Typha latifolia-[Phragmitetea]                                                   |
| rompgemeenschap met kalmoes                                | RG Acorus calamus-[Phragmitetea]                                                    |
| rompgemeenschap met mannagras                              | RG Glyceria fluitans-[Nasturtio-Glycerietalia]                                      |
| rompgemeenschap met holpijp                                | RG Equisetum fluviatile-[Phragmitetalia]                                            |
| rompgemeenschap met paddenrus en moeraswederik             | RG Juncus subnodulosus-Lysimachia thyrsiflora-[Phragmitetalia/Caricion lasiocarpae] |
| rompgemeenschap met moeraszegge                            | RG Carex acutiformis-[Phragmitetalia]                                               |
| rompgemeenschap met rietgras                               | RG Phalaris arundinacea-[Phragmitetalia]                                            |
| associatie van echte koekoeksbloem en gevleugeld hertshooi | Lychnido-Hypericetum tetrapteri                                                     |
| rompgemeenschap met tweerijige zegge                       | RG Carex disticha-[Phragmitetea]                                                    |
| rompgemeenschap met moerasdroogbloem                       | RG Gnaphalium uliginosum-[Nanocyperion/Bidentetea]                                  |
| associatie van waterpeper en tandzaad                      | Polygono-Bidentetum                                                                 |
| associatie van goudzuring en moerasandijvie                | Rumicetum maritimi                                                                  |
| associatie van ganzenvoeten en beklierde duizendknoop      | Chenopodietum rubri                                                                 |
| slijkgroen-associatie                                      | Eleocharito acicularis-Limoselletum                                                 |
| rompgemeenschap met blaartrekkende boterbloem              | RG Ranunculus sceleratus-[Bidentetea/Phragmitetea]                                  |

## Subtypen
Het natuurdoeltype moeras kan in vijf subtypen worden onderverdeeld. Deze subtypen verschillen nauwelijks qua abiotiek van elkaar maar wel qua biodiversiteit. De subtypen verschillen wel soms van habitattype zoals vastgelegd in de habitatrichtlijn.
- Droogvallend water en pioniermoeras – Dit subtype komt in gebieden voor waar planten door omstandigheden maar ondiep kunnen wortelen. Het subtype komt overeen met habitattype vochtige duinvalleien wanneer het subtype op een lage plaats in de duinen voorkomt. Het komt overeen met het habitattype rivieren met slikoevers met vegetaties behorend tot het Chenopodion rubri p.p. en Bidention p.p wanneer het subtype langs een rivier voorkomt en bepaalde plantengemeenschappen bevat.
- Drijftil – Het subtype drijftil komt op open wateren voor die beschut liggen. De vegetatie wortelt op het water. Dit subtype komt niet overeen met een habitattype uit de habitatrichtlijn.
- Waterriet en biezen – Dit subtype komt in gebieden voor, die in de zomer kort droogvallen. Het subtype komt overeen met habitattype vochtige duinvalleien wanneer het subtype op een lage plaats in de duinen voorkomt.
- Bloemrijk rietland – Dit subtype ontstaat wanneer de vegetatie van drijftil of waterriet en biezen wordt gemaaid. De vegetatie heeft dan een lagere dichtheid. Dit subtype komt niet overeen met een habitattype uit de habitatrichtlijn.
- Grote-zeggenmoeras – Wanneer een van de subtypen door opslibbing frequenter droog komt te vallen ontstaat dit subtype. Doordat de abiotiek verandert krijgen de zegges meer kans om te groeien. Het subtype komt overeen met habitattype vochtige duinvalleien wanneer het subtype op een lage plaats in de duinen voorkomt en met het habitattype kalkhoudende moerassen met Cladium mariscus en soorten van het Caricion davallianae  wanneer de plantengemeenschap Caricion davallianae aanwezig is.